# Ку Ін Хой
Ку Ін Хой (кор.: хангиль: 구인회, ханча: 具仁會; Koo In-hwoi) — південнокорейський бізнесмен і засновник LG Group, одного з найбільших чеболів у Південній Кореї.

## Життєпис
Ку Ін Хой — нащадок 14-го покоління Гу Са-Міня (구사민; 具思閔), молодшого брата Гу Са-Менга (구사맹; 具思孟), а також дядька королеви Інхеон. Обидва вони були нащадками у 12-му поколінні Гу Сон Ро (구성로; 具成老), офіцера, який супроводжував І Сон Ге під час відступу Віхвадо.
Закінчивши середню освіту в Центральній нормальній вищій школі в Сеулі в 1924 році, він незабаром розпочав свою кар'єру як бізнесмен. Він повернувся до рідного міста в 1926 році і швидко очолив сільську кооперативну спілку, одночасно торгуючи різними товарами. Наступного року він очолив філію газети «Донг-А Ільбо» в Джису. У 1931 році він відкрив магазин разом із молодшим братом Ку Чулхвеєм у місті Чінджу, Південна Кьонсансан. Справи пішли не так, як планувалося, і він зазнав величезних збитків. Але замість того, щоб прийняти цю першу поразку близько до серця, він спробував ще раз, взявши кредити і віддавши під заставу майно родини. В результаті цих спроб і помилок його статки почали зростати.
У міру того, як його бізнес поступово розширювався, у 1941 році він зробив значний внесок корейському тимчасовому уряду в Шанхаї через борця за незалежність, який відвідав його. Його батько зробив те саме десять років тому, коли пожертвував кошти відомому корейському борцю за незалежність Кім Ку. Коли Корея відновила свою незалежність, він почав зосереджуватися на розширенні свого бізнесу, переїхавши до Пусана і почавши імпортувати деревне вугілля. Його компанія стала першою в країні, яка отримала дозвіл на торгівлю від уряду Міністерства армії США в Кореї.
Приблизно в цей час його відвідав родич дружини, Ху Ман-джун, зі своїм старшим сином Ху Чжун-гу, який щойно повернувся з навчання в Японії. Старший Хух запитав, чи може він інвестувати в його бізнес в обмін на те, що покаже синові Хуха основи ділового світу. Так почалося ділове партнерство між двома сім'ями, яке тривало десятиліттями. Невдовзі він вирішив прислухатися до поради свого молодшого брата Ку Чжун Хвея і розпочав власну справу з виробництва косметики. Це був момент, коли народилася сьогоднішня LG Group. Перший по-справжньому успішний бізнес групи, Lak Hui Chemical Industrial Corporation, відкрився в 1947 році. Вона почала продавати новий крем для обличчя під назвою Lucky, який швидко розійшовся, незважаючи на відносно високу ціну, завдяки високоякісним інгредієнтам. Але хоча продажі стрімко зростали, через велику проблему з кришечкою крему багато людей повертали його назад.
Він вирішив використовувати пластик для кришки, хоча цей матеріал не був поширений у Кореї. У вересні 1952 року він відкрив завод з виробництва пластмас у Пусані і почав виготовляти пластикові щітки для волосся, які також стали величезним хітом. Протягом двох місяців йому довелося додати додаткові виробничі машини, щоб задовольнити вибуховий попит, а також почати виготовляти нові продукти, такі як зубні щітки та умивальники. У 1953 році йому вдалося заснувати компанію Lak Hui Industrial Co. Ltd. Але його амбіції на цьому не зупинилися. У 1958 році він заснував компанію Goldstar, яка згодом стала LG Electronics. Goldstar одразу ж почала розробляти радіо, і в 1959 році з конвеєра зійшов перший в Кореї саморобний радіоприймач. Потім він почав виробляти телефони, вентилятори, кондиціонери, телевізори та холодильники. Він також вперше в Кореї випустив зубну пасту Lucky Sodo, зубну щітку, мило та синтетичний миючий засіб. Також він був президентом Пусанської міжнародної газети та Федерації корейської промисловості.